# John Bradshaw (juge)
Pour les articles homonymes, voir John Bradshaw et Bradshaw.
John Bradshaw (né le 15 juillet 1602 – 31 octobre 1659), est un avocat, juge et homme politique anglais.

## Biographie
Il est principalement connu pour avoir été le président de la Haute Cour de justice qui juge Charles Ier d'Angleterre. Le 27 janvier 1649, Charles Ier est reconnu coupable et condamné à mort. Il est exécuté trois jours plus tard.
Après la proclamation du Commonwealth, il est choisi par ses pairs pour être le président du Conseil d'État. Durant cet exercice, il obtient une garde pour la sûreté de sa personne, un logement à Westminster, une somme de 5 000 livres sterling, avec des domaines considérables.
Son corps est exhumé en 1661 pour être exposé publiquement et pendu lors de la restauration royaliste.